# 小行星8046
小行星8046（8046 Ajiki）是一颗绕太阳运转的小行星，为主小行星带小行星。该小行星于1995年1月25日发现。

## 轨道参数
小行星8046的轨道半长轴为2.4287941 UA，离心率为0.030。